# بله (فیلم)
بله (انگلیسی: Yes) یک فیلم در سبک درام به کارگردانی سالی پاتر است که در سال ۲۰۰۴ منتشر شد. از بازیگران آن می‌توان به جوآن آلن، سیمون آبکاریان، سام نیل، گری لوئیس، و شرلی هندرسون اشاره کرد.